# Clionella semicostata
Clionella semicostata é uma espécie de gastrópode do gênero Clionella, pertencente a família Clavatulidae.